# 08/15 (film)
Série
08/15 s'en va-t-en-guerre
(1955)
Pour plus de détails, voir Fiche technique et Distribution.
08/15 est un film dramatique allemand réalisé par Paul May sorti en 1954, d'après le roman de Hans Hellmut Kirst.

## Synopsis
En 1939, avant le début de la Seconde Guerre mondial dans l'Allemagne nazi, le sergent-major Schulz et le chef de peloton Platzek cherchent la moindre chicane à la batterie. Ils ont fait leur bête noire du canonnier Vierbein, qui aime la musique et voudrait être pianiste. Cela devient plus intense lorsque Vierbein est condamné par Schulz à battre les tapis à la caserne et Lore, la femme de Schulz, sensible au sort du jeune garçon, se rapproche de lui. Même le sous-officier Lindenberg ne tarde pas à disputer Vierbein sous la pression de Schulz. Vierbein s'effondre sous tout ce harcèlement. Lorsque Vierbein décide de mettre fin à sa vie alors qu'il amenait les munitions durant l'exercice de tir, son camarade, l'appointé Asch, qui l'accompagnait, décide de le venger. Asch, qui est l'un des meilleurs soldats et est très apprécié par Schulz et Platzek, va faire en sorte d'améliorer la vie des autres soldats. Il met de côté les munitions manquantes et les déclare avec son camarade, l'appointé-chef Kowalski, perdues ; ainsi Platzek, qui est responsable, ne peut expliquer cette perte et a des ennuis.
Asch commence alors avec l'aide de Kowalski à découvrir les fautes de leurs supérieurs et les expose une à une. Lindenberg dénonce l'insubordination d'Asch en prenant à témoin Kowalski qui dément son supérieur. Asch provoque aussi la colère de Rumpler, le cuisinier, lorsqu'il prouve que les rations sont plus petites que ce qu'elles devraient être. Rumpler accuse Asch de mutinerie, amenant Schulz à examiner la cuisine. Platzek tente de dissimuler le manque de munitions et a recours, après l'indication de Kowalski, à Asch. Asch en profite, et lui explique que lui, Platzek, a falsifié le livre des munitions ; Asch le tient ainsi sous sa main. Peu de temps après, Asch et Kowalski décident de lui donner une leçon en mettant les munitions manquantes dans le bureau de Schulz, mais manquent de mettre le feu dans un moment d'inattention.
Entre-temps, les plaintes contre Asch parviennent à Schulz. Schulz, qui a proposé de promouvoir Asch au grade de sergent, ne sait pas quoi faire et transmet le dossier au capitaine Derna. Celui-ci fait appel au médecin militaire, Dr. Sämig, qui déclare Asch psychologiquement irresponsable et donc inapte au combat. Cependant Asch réussit à démasquer le médecin. L'affaire prend une telle proportion qu'elle parvient au commandant du bataillon, le major Luschke. Luschke, agacé par le manque de confiance en soi de Derna, tranche. Il réprimande Lindenberg, fait muter Platzek et Schulz. Il menace Sämig de retirer son habilitation militaire s'il maintient sa plainte contre Asch et renvoie Derna. Kowalski est finalement promu au grade de caporal et Asch à celui de sergent.
Peu de temps après, la guerre  éclate et à la fin du film, on voit la batterie défiler alors que Hitler fait sa déclaration de guerre.

## Fiche technique
- Titre : 08/15
- Réalisation : Paul May, assisté de Hans Stumpf
- Scénario : Ernst von Salomon, d'après le roman 08/15, de Hans Hellmut Kirst (1954)
- Musique : Rolf Alexander Wilhelm
- Direction artistique : Peter Scharff (de)
- Costumes : Gudrun Leff
- Photographie : Heinz Hölscher
- Son : Erwin Jennewein
- Montage : Walter Boos (de), Arnfried Heyne
- Production : Ilse Kubaschewski, Walter Traut
- Sociétés de production : Divina-Film
- Société de distribution : Gloria Filmverleih AG (RFA), RKO Pictures (France)
- Pays d'origine :  Allemagne de l'Ouest
- Langue : allemand
- Format : Noir et blanc - 1,37:1 - Mono - 35 mm
- Genre : Drame
- Durée : 95 minutes
- Dates de sortie :
  - Allemagne de l'Ouest : 30 septembre 1954.
  - Belgique : 25 février 1955.
  - France : 1er juin 1955.

## Distribution
- Joachim Fuchsberger : le caporal Herbert Asch
- Helen Vita : Lore Schulz
- Paul Bösiger (de) : le canonnier Johannes „Hannes“ Vierbein
- Emmerich Schrenk : l'adjudant-chef Fritz Schulz
- Eva-Ingeborg Scholz : Elisabeth Freitag
- Gundula Korte : Ingrid Asch
- Hans Christian Blech : Platzek
- Wilfried Seyferth (de) : Luschke
- Mario Adorf : Wagner
- Peter Carsten : le caporal-chef Kowalski
- Hans Elwenspoek : Werktreu
- Reinhard Glemnitz (de) : Lindenberg
- Harry Hardt : Derna
- Walter Klock : Le père d'Asch
- Herbert Kroll : Le père de Freitag
- Rainer Penkert : Wedelmann
- Rudolf Rhomberg (de) : Rumpler
- Heinz-Peter Scholz : Dr. Sämig
- Dietrich Thoms (de) : Wunderlich
- Wolfgang Wahl (de) : Schwitzke

## Source de traduction
- (de) Cet article est partiellement ou en totalité issu de l’article de Wikipédia en allemand intitulé « 08/15 (Film) » (voir la liste des auteurs).